# Sarmaci

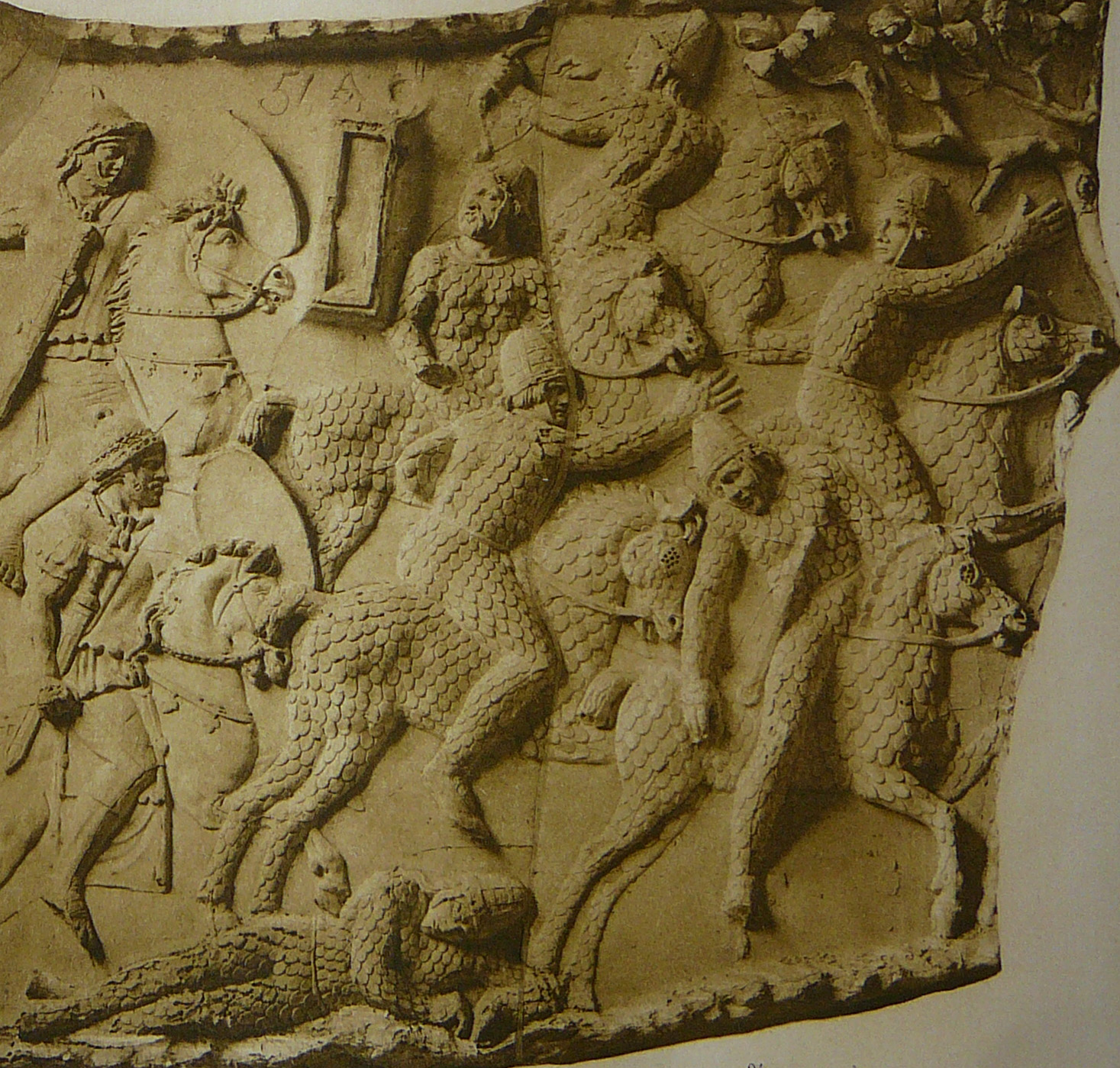
Sarmaci w zbrojach łuskowych, zwanych karacenami

Sarmaci lub Sauromaci (łac. Sarmatae, Sauromatae; gr. Σαρμάται, Σαυρομάται) – nazwa irańskich ludów koczowniczo-pasterskich. Sarmaci byli spokrewnieni ze Scytami.

## Historia
Pierwsze wzmianki o Sarmatach znajdują się u Herodota (IV, 21), Hipokratesa i Strabona. W IV–III w. p.n.e. zmieszali się z napływającą ze wschodu ludnością, co wykształciło u nich nowe związki plemienne. Od III w. p.n.e. zamieszkiwali między Donem i Morzem Czarnym. W okresie wędrówki na zachód wyparli Scytów, docierając w końcu I w. p.n.e. do Dunaju, gdzie weszli w kontakt z imperium rzymskim. Tryb życia i gospodarka Sarmatów związana była z pasterskim chowem zwierząt. Sarmaccy koczownicy nie zakładali stałych osad, żyli na wozach mieszkalnych pasąc bydło domowe i konie. Osiadli Sarmaci żyli w strefie lasostepu, archeolodzy odkryli tam pozostałości osad z sarmackimi zabytkami.
Sarmaci byli znakomitymi wojownikami, wprawianymi do walki już od dzieciństwa. Ich taktyka oparta była na działaniach grup lekkozbrojnych łuczników konnych. Dopiero Roksolanie utworzyli oddziały katafraktów – ciężkiej kawalerii, walczącej w zwartym szyku. Tej taktyki nie stosowali Jazygowie i Alanowie, którzy używali łuków typu huńskiego.
Organizacja społeczna Sarmatów była bardzo podobna do scytyjskiej. Po okresie wojen i podbojów wytworzyła się warstwa arystokracji, przedstawiciele której chowani byli w bogato wyposażonych kurhanach. Charakterystyczną cechą społecznych stosunków w sarmackich plemionach jest ważna rola kobiety w społeczności. Stosunkowa duża liczba grobów uzbrojonych kobiet, zwłaszcza na cmentarzyskach zachodnich Sarmatów, świadczy o pewnych elementach matriarchatu, które przetrwały z wcześniejszych okresów. Herodot (IV, 110–117) twierdzi, że Sauromaci – wcześni Sarmaci zachodni – pochodzili ze związku Amazonek ze Scytami.
O wierzeniach Sarmatów wiadomo niewiele. Prawdopodobnie oddawali cześć słońcu i ogniowi. Z tym ostatnim wiążą się odnajdywane w grobach sarmatek małe terakotowe ołtarzyki. Rzymski historyk Ammianus Marcellinus notuje, iż Alanowie jako boga wojny czcili nagi szamszir (szablę perską) wbity w ziemię. Sarmaci wierzyli w życie pozagrobowe jako kontynuację życia ziemskiego. Pod koniec starożytności część Alanów przyjęła zaratusztrianizm (zoroastryzm).

## Migracje

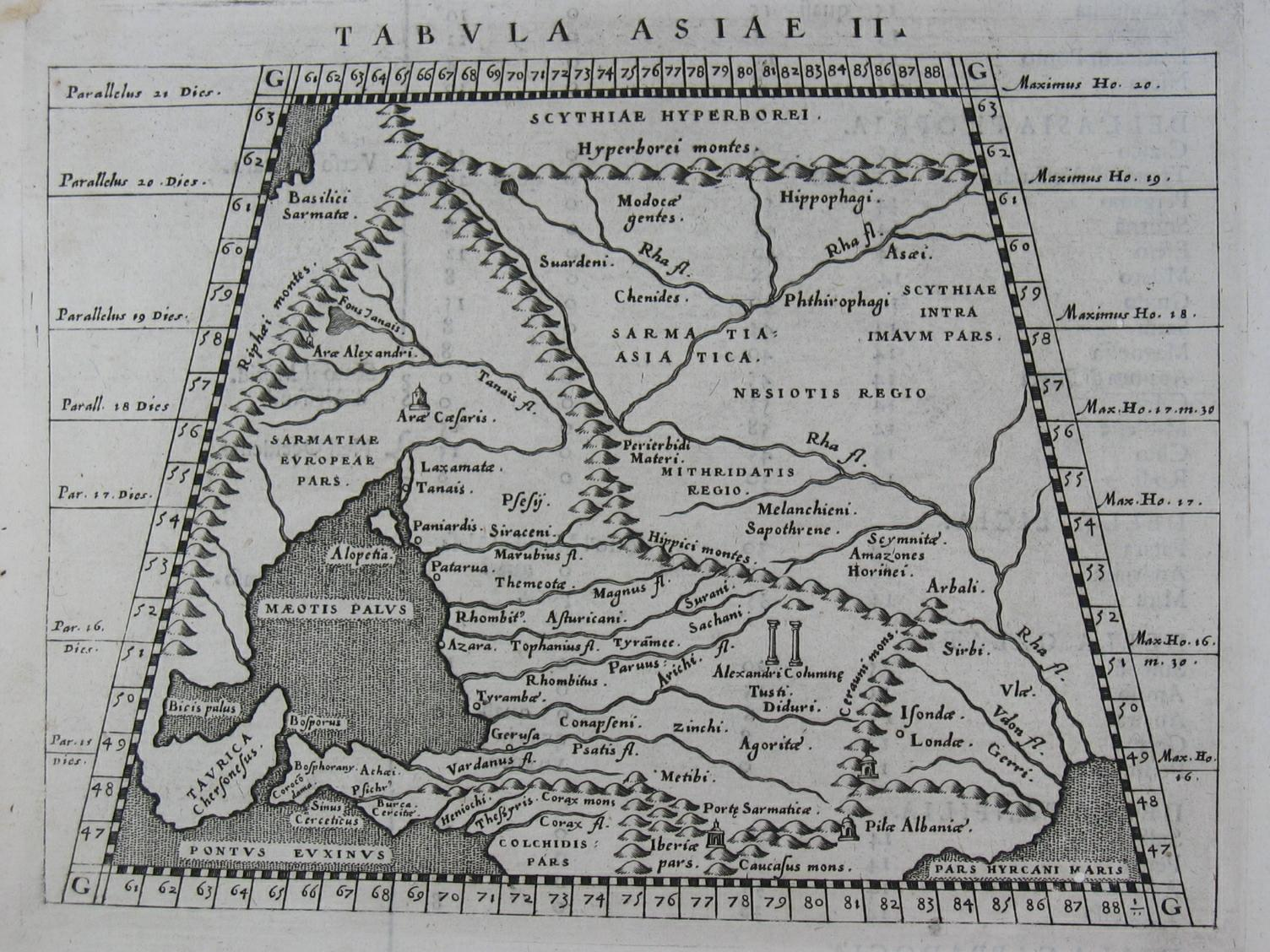
Sarmacja Azjatycka (Sarmatia Asiatica) i część Sarmacji Europejskiej (Sarmatia Europaea).

Sarmaci tworzyli związek plemion, do którego zalicza się: Jazygów, Roksolanów, Syraków, Aorsów i Alanów. Najwcześniejsi Sarmaci, około 600 p.n.e. zasiedlali dorzecze dolnej Wołgi. Prowadząc koczowniczy tryb życia przemieszczali się sezonowo między terenami obecnej Mołdawii, współczesnej Ukrainy, wybrzeżami Morza Czarnego, Jeziora Aralskiego, poprzez Kazachstan do Ałtaju i południowej Syberii. Ślady ich pobytu odkryto głównie w dopływach Dniestru, Dniepru, delt Amu-darii i Syr-darii, wzdłuż brzegów Wołgi, Samary i na Uralu.
Autorzy antyczni używali dla określenia wschodniej Europy terminu Sarmacja. Ptolemeusz wyróżnia obok Germanii – Sarmację europejską, położoną między Wisłą i Dnieprem, oraz Sarmację azjatycką. Północną granicą tej krainy geograficznej był Ocean Sarmacki (Bałtyk).
Po przegranych wojnach z Rzymem część Sarmatów została wcielona do armii rzymskiej i rozproszyła się po ziemiach cesarstwa (np. Jazygowie trafili do Brytanii, a Alanowie wraz z ludami germańskimi dotarli do Galii i Hiszpanii). W XIII wieku sarmaccy Jazygowie walczyli z Mongołami nad Wołgą, jednak Mongołów nie zatrzymali i migrowali m.in. na Węgry (zob. Jasowie).
Uważa się, że ze starożytnego dialektu sarmacko-alańskiego rozwinął się język dzisiejszych Osetyńców kaukaskich. Sarmaci nie stanowili jednolitego ludu, języki poszczególnych plemion ulegały zróżnicowaniu.

## Tradycja sarmacka w Polsce
Polskie tradycje sarmackie początkami tkwią w późnym średniowieczu. Fakt ten miał niebagatelny wpływ na spójność i solidarność narodu polskiego i miał podobne znaczenie, jak starożytni Germanie dla Niemców. W roku 1578 włoski historyk Alessandro Guagnini wydał w Krakowie popularne dzieło Sarmatiae Europaeae descriptio (pol. Opis Sarmacji europejskiej). Zawierało ono tezę, że nie można udowodnić źródeł łacińskiego opisania krajów Europy Wschodniej, jej historii, geografii, religii i tradycji. O mitycznej zbieżności pomiędzy sarmacką symboliką (tamgi) i polskimi znakami heraldycznymi rozważał następnie Paweł Franciszek Parisius i powołujący się później na niego Kasper Niesiecki.

## Odniesienie
Do ludu Sarmatów nawiązuje nazwa juniorskiego klubu hokeja na lodzie z Rosji Sarmaty Orenburg. Jest też Sarmata Warszawa, Sarmacja Będzin.